# 아세니오 홀
아세니오 홀(Arsenio Hall, 1956년 2월 12일 ~ )은 미국의 텔레비전 진행자, 배우이다.

## 출연 작품
- 샌디 웩슬러 (2017)
- 힙합과 L.A. 폭동 (2012)
- 블랙 다이너마이트 (2009)
- TV의 선구자 (2008)
- 이고르와 귀여운 몬스터 이바 (2008)
- 더 프라우드 패밀리 무비 (2005)
- 투팍 - 부활 (2003)
- 동양특급 로형사 (1998)
- 보파 (1993)
- 할렘 나이트 (1989)
- 에디 머피의 구혼 작전 (1988)
- 달 위의 아마존 여인 (1987)